# Doméstico de las escolas
El doméstico de las escolas (en griego: δομέστικος τῶν σχολῶν, transliteración: doméstikos tōn scholōn) fue un elevado cargo militar en el Imperio bizantino que se mantuvo vigente desde el siglo viii hasta el siglo xiv. Originalmente este cargo representaba al comandante de las scholae, los regimientos de élite tagma, pero rápidamente la importancia del doméstico de las escolas se incrementó: hacia la mitad del siglo ix, sus titulares ocuparon la posición de comandantes en jefe del ejército bizantino, al lado del emperador. Sin embargo, en el siglo xii, esta función se vio eclipsada por la de Megadoméstico y durante la dinastía Paleóloga, que corresponde a los siglos xiii a xv, quedó reducida a una dignidad honorífica de nivel medio.

## Historia

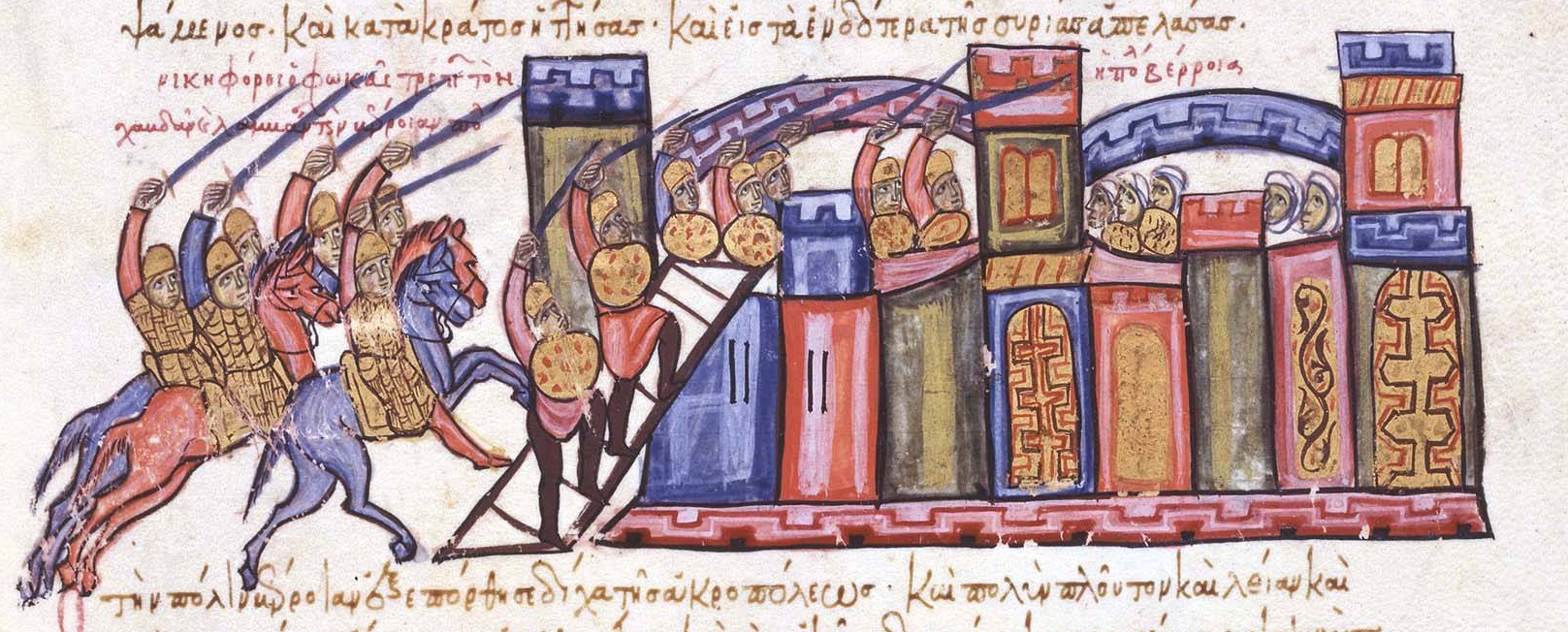
Tropas del doméstico de las escolas Nicéforo II Focas asedian Alepo en 962.

El primer titular del oficio de doméstico de las escolas, aparece por primera vez en las fuentes para el año 767 (Crónica de Teófanes el Confesor). Este tipo de unidad consistió inicialmente en regimientos de caballería de élite acantonados tanto en la capital Constantinopla como en sus alrededores, los cuales eran comandados por oficiales denominados «domésticos» (en griego: δομέστικοι, domestikoi). Se diferenciaban de los ejércitos provinciales de los themas, en que estos se encontraban liderados por sus respectivos strategos. Las «escolas» (en latín: scholae; en griego: σχολαὶ) eran los tagmata, plural de tagma, mayores que se originaron a partir de las Scholae palatinae establecidas por Constantino en el siglo iv, y originalmente colocadas a las órdenes del magister officiorum. El historiador John B. Bury encontró una referencia a un Ariano, doméstico del magíster en el Cronicón pascual hacia el año 624, y consideró a este oficial como el predecesor del doméstico de las escolas. Cuando el magister officiorum resultó paulatinamente privado de algunas de sus funciones en los siglos vii y viii, este cargo aparentemente devendría en un funcionario independiente.

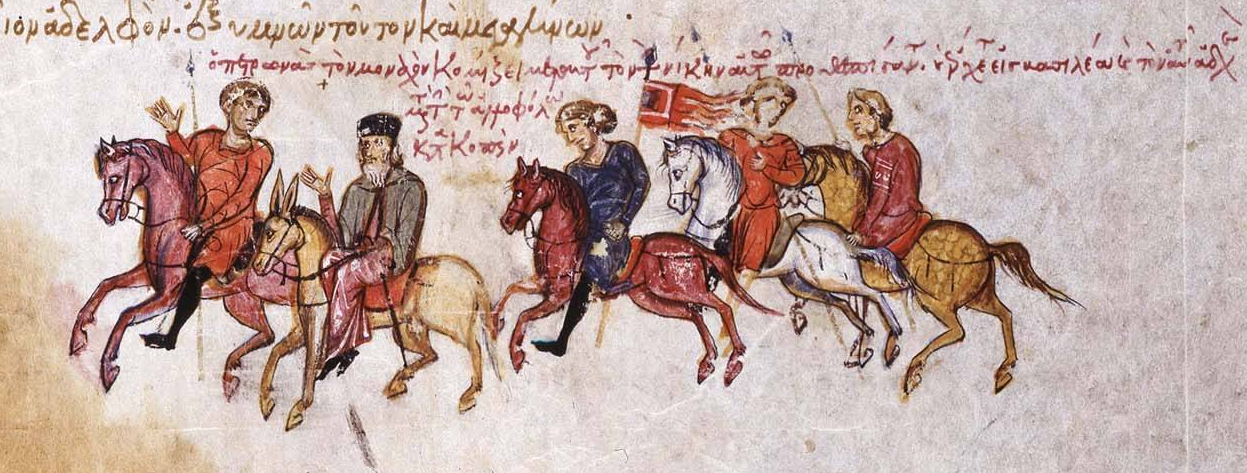
El doméstico de las escolas Petronas (extremo izquierdo) con Juan, el monje que predijo su victoria en la batalla de Lalakaon.

Durante el siglo ix, la función de doméstico de las escolas aumentó en importancia y su poseedor era a menudo designado como comandante en jefe de todo el ejército en ausencia del emperador. Pero no sería sino hasta el siglo x que nombrarlo para este mando supremo se convertiría en una costumbre. Sin embargo, este papel dependería en gran medida de sus capacidades y el mando supremo a veces se confiaba a otros generales de nivel inferior. No obstante, el cargo alcanzó tal prominencia que las fuentes frecuentemente lo mencionan como «el Doméstico» sin más calificativos, y el poder y la influencia del puesto lo vieron frecuentemente ocupado por personas estrechamente relacionadas con el emperador. Desde la época de Miguel III (842-867) en adelante, este puesto militar fue clasificado en la jerarquía imperial por encima de los demás comandantes militares, excepto el de strategos del Thema Anatólico. En la práctica, superó rápidamente en relevancia a este último, lo cual quedó demostrado por el hecho de que dirigentes militares como Nicéforo II y Juan I Tzimisces fueran promovidos de generales de los anatolios a domésticos.
En la época del reinado de Romano II (959-963), el cargo se dividió en «doméstico del oeste» (domestikos tēs dyseōs) para las operaciones en Europa y «doméstico del este» (domestikos tēs anatolēs) para operar en Asia. La ceremonia de su nombramiento se menciona en la obra De Ceremoniis (II.3), la misma que describe sus deberes y funciones dentro del ceremonial de la corte. Con algunas excepciones, como la permanencia de veintidós años de Juan Curcuas en el puesto, o en tiempos de inestabilidad interna, los domésticos eran reemplazados aproximadamente cada tres a cuatro años. En el transcurso del siglo x, el doméstico de las escolas estuvo dominado por los integrantes de la familia Focas, la misma que produjo seis titulares. Sus intentos de monopolizar este cargo condujeron a varios emperadores, preocupados por el poder de la aristocracia militar, a encomendarlo a funcionarios de la corte que no eran militares, sobre todo en la primera mitad del siglo xi, incluyendo a los eunucos, antes de que la aristocracia militar reafirmara su autoridad. No obstante, el acceso a este puesto se encontraba formalmente prohibido a los eunucos, pues el oficio alternativo de estratopedarca había sido creado para ellos. En los siglos x y xi, apareció la variante de gran doméstico (megas domestikos), utilizada en paralelo con otras, como «gran doméstico de las escolas» o «gran doméstico del este u oeste» para las mismas personas.

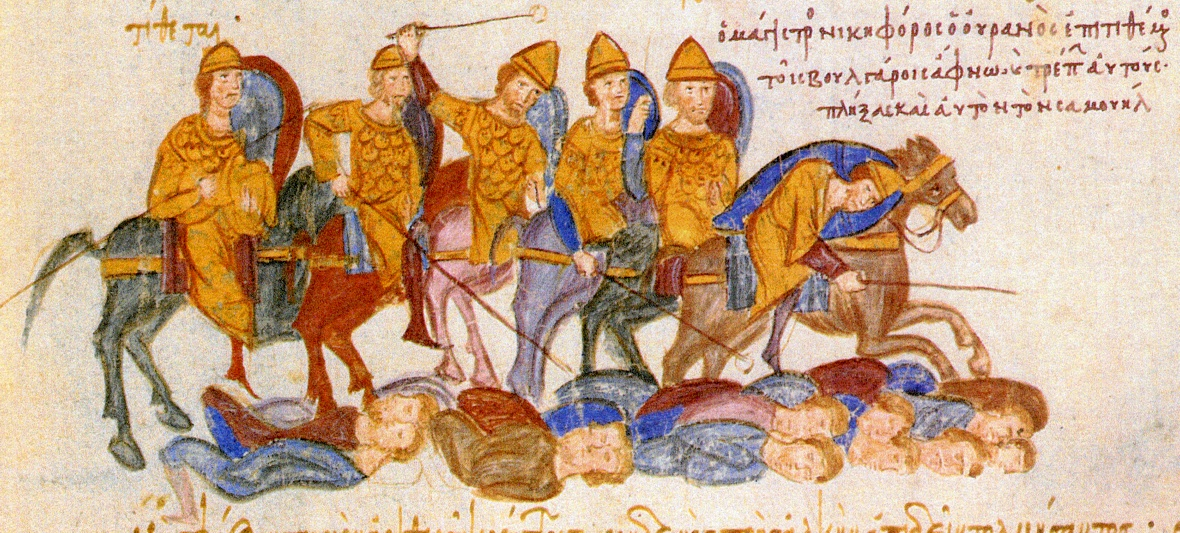
La caballería de Nicéforo Urano matando a las tropas búlgaras en la batalla de Esperqueo. Grabado del manuscrito Madrid Skylitzes.

El bizantinista Rodolphe Guilland consideró la mayoría de estas referencias tempranas, ya sea como referencias anacrónicas de los escritores del siglo xii, o sencillamente en los casos donde megas se utilizaba como un prefijo honorífico, cuando era la norma emplearla con otros cargos importantes de este periodo, como el de drungario de la guardia o el de doméstico de excubitores. No obstante, Guilland sostiene que desde el tiempo de Alejo I Comneno en adelante, el gran doméstico se convirtió en una función superior, de hecho, fue el nuevo comandante en jefe del ejército al lado del emperador. Sin embargo, el uso de estos títulos no era consistente, y la división habitual de mando entre el este y el oeste parecía haber sido aplicada en ocasiones al gran doméstico también durante el siglo xii, provocando cierta confusión en cuanto a la naturaleza de la función y su relación con el simple doméstico. En el siglo xiii, los dos títulos se diferenciaron claramente: el gran doméstico era el comandante en jefe de todo el ejército y uno de los más altos cargos del Estado, mientras que el doméstico de las escolas fue relegado a una dignidad simple y sin deberes, otorgada a los gobernadores provinciales y a otros oficiales de rango medio.
En palabras del Libro de los oficios escrito por Jorge Codinos: «El doméstico de las escolas tuvo en aquellos tiempos un oficio similar al del actual gran doméstico, pero actualmente no tiene ninguna de esas funciones». En la obra del compilador griego bizantino, el puesto de doméstico de las escolas se ubicó en el trigésimo primer lugar de la jerarquía imperial, entre el mystikos y el gran drungario de la guardia. La vestimenta cortesana distintiva del doméstico, según lo reportado por Codinos, consistía en un sombrero de brocado de oro (skiadion), una túnica (kabbadion) de seda lisa y un bastón de plata (dikanikion) con un botón en la parte superior y otro en el medio. Para ceremonias y festividades llevaba el skaranikon, un sombrero ceremonial con forma de cúpula de seda amarilla decorado con bordados de hilos de oro, con un retrato del emperador sentado en el trono al frente y otro con el emperador a caballo en la parte posterior.

## Lista de titulares conocidos
La siguiente lista no incluye a los titulares conocidos únicamente a través de sus sellos. Para sellos de los siglos viii a x, véase cfr. Kühn (1991) páginas. 81-83.
| Nombre                  | Mandato                               | Nombrado por                                  | Notas | Ref.                 |
| ----------------------- | ------------------------------------- | --------------------------------------------- | --- | -------------------- |
| Antonio                 | c. 767 - c. 780                       | Constantino V                                 | Patricio y acérrimo iconoclasta, cercano colaborador de Constantino V. Permaneció en el cargo hasta el inicio del reinado de Irene de Atenas. | [ 26 ]               |
| Bardanio                | c. 795/796                            | Irene                                         | Patricio. Posiblemente se trataría de Bardanes el Turco. | [ 27 ]               |
| Pedro                   | c. 797-802                            | Nicéforo I                                    | Patricio e hijo de patricio. Se sabe muy poco de su vida salvo que fue designado por Nicéforo I y luego tomado prisionero en la batalla de Pliska, convirtiéndose más tarde en monje. | [ 27 ] [ 28 ]        |
| Nicetas Trifilio        | c. 797/798 - c. 802                   | Irene                                         | Patricio. Se hizo aliado del eunuco Aecio con el propósito de frenar la influencia del primer ministro de la emperatriz Irene, Estauracio. Figuró entre los líderes del golpe de Estado que derrocó a Irene y entronizó a Nicéforo I. | [ 27 ]               |
| Esteban                 | c. 811                                | Nicéforo I                                    | Patricio. Sobreviviente de la batalla de Pliska y gestor de la imposición de la sucesión de Estauracio, hijo de Nicéforo. | [ 27 ]               |
| Manuel el Armenio       | 829-858?                              | Teófilo                                       | Recibió esta distinción, además del título de magister officiorum después de regresar del califato abasí en donde se hallaba refugiado. Participó en varias campañas contra los árabes. | [ 29 ] [ 30 ] [ 28 ] |
| Bardas                  | 858-866                               | Miguel III                                    | Hermano de la emperatriz Teodora. Fue magíster y doméstico de las escolas después de la expulsión de la emperatriz. Promovido a curopalate y posteriormente a césar. Durante una campaña militar contra los sarracenos fue acusado de conspirar contra el emperador y ejecutado. | [ 31 ]               |
| Petronas                | 863-865                               | Miguel III                                    | Tío de Miguel III y general activo. Comandó las fuerzas bizantinas en lugar de su hermano Bardas, siendo elevado a los cargos de doméstico y magíster después de su victoria contra los árabes en la batalla de Lalakaon. | [ 31 ]               |
| Antígono                | 865-866                               | Miguel III                                    | Hijo de Bardas. Se le confirió la función de doméstico de forma honoraria a la edad de nueve o diez años. Después de la muerte de su tío Petronas lo sucedió en el cargo, sin embargo, no pudo evitar el asesinato de su padre por órdenes de Basilio I. Al poco tiempo resultó destituido del cargo. | [ 32 ]               |
| Mariano                 | Desconocido                           | Basilio I                                     | Hermano de Basilio I. No se sabe nada de él, excepto que fue sepultado en el convento de Santa Eufemia. | [ 32 ]               |
| Cristóbal               | c. 870                                | Basilio I                                     | Yerno de Basilio I y magíster. Poco se sabe de él, salvo que dirigió a las fuerzas bizantinas contra los paulicianos en la batalla de Bathys Ryax. | [ 32 ]               |
| Andrés el Escita        | c. 880-883, 883-después de 887        | Basilio I                                     | De origen desconocido. Fue nombrado doméstico y patricio en reconocimiento de sus victorias contra los árabes. Despedido tras una serie de intrigas en la corte y reincorporado después que su sucesor fuera derrotado por los árabes, se mantuvo en el cargo hasta el reinado de León VI el Sabio. | [ 33 ] [ 34 ]        |
| Cesta Estipiota         | 883                                   | Basilio I                                     | Probablemente provenía de la ciudad macedonia de Štip. Efectuó una campaña militar contra los árabes de Tarso, pero su liderazgo negligente permitió que estos vencieran. Pudo escapar con graves heridas. Luego de este fracaso fue destituido. | [ 35 ]               |
| Nicéforo Focas el Viejo | c. 887-895/896                        | León VI el Sabio                              | Reconocido por sus hazañas en el sur de Italia. Nombrado doméstico después de la muerte de Andrés el Escita. Dirigió con éxito campañas militares contra los árabes en el este y contra los búlgaros en los Balcanes. | [ 35 ] [ 36 ]        |
| León Catacalo           | 896 - c. 900                          | León VI el Sabio                              | Comandante de la guardia de palacio y pariente del patriarca Focio. Cayó en desgracia a principios del reinado de León VI, pero logró retornar al servicio imperial. Dirigió al ejército bizantino en la batalla de Bulgarófigo. Continuó en el cargo hasta principios de la década de los años 900. | [ 37 ] [ 38 ]        |
| Andrónico Ducas         | c. 904-906                            | León VI el Sabio                              | Fue un general bizantino durante el reinado de León VI el Sabio. Participó en una exitosa campaña contra las tropas árabes cerca de la ciudad de Germanicia Cesarea. Su rivalidad con el eunuco Samonas lo llevó a desobedecer las órdenes del emperador de unir sus tropas con las del almirante Himerios. Se retiró con su familia a la fortaleza de Kaballa, cerca de Iconio. Posteriormente, un contingente árabe lo ayudó a escapar a la capital del califato abasí, Bagdad. | [ 39 ] [ 40 ] [ 41 ] |
| Gregoras Iberitzes      | c. 906                                | León VI el Sabio                              | En 906 se enfrentó a Andrónico Ducas, pero resultó capturado por los árabes de Tarso aliados de Andrónico. Participó en el intento de usurpación de Constantino Ducas en 913, pero finalmente fue tonsurado y exiliado. | [ 40 ] [ 42 ]        |
| Constantino Ducas       | Desconocido-913                       | León VI el Sabio                              | Hijo de Andrónico Ducas. Escapó del cautiverio árabe y obtuvo el favor de León VI, quien le confió altos cargos militares. En 913, cuando ejercía el cargo de doméstico de las escolas, intentó usurpar el trono del joven Constantino VII Porfirogéneta, pero fue asesinado en un enfrentamiento con los partidarios del emperador legítimo. | [ 40 ] [ 43 ] [ 41 ] |
| León Focas el Viejo     | Primer mandato desconocido c. 913-919 | León VI el Sabio, Constantino VII             | Sirvió como doméstico por primera vez en el reinado de León VI, y otra, con el rango de magíster, durante la mayor parte de la regencia de la emperatriz Zoe Zautzina. Lideró a las fuerzas bizantinas en la batalla de Aqueloo en 917. | [ 44 ]               |
| Juan Garidas            | 919                                   | Constantino VII                               | Hetairiarca y magister officiorum. En 919 fue nombrado doméstico en lugar de León Focas el Viejo. Favoreció al almirante Romano Lecapeno para que este consiguiera primero la dignidad de basileopator y finalmente la de coemperador. | [ 45 ] [ 46 ]        |
| Adralesto               | c. 920                                | Romano I Lecapeno                             | Ocupó el cargo de doméstico durante los primeros años del reinado de Romano I. | [ 45 ]               |
| Poto Argiro             | 920 / 921-922                         | Romano I Lecapeno                             | Participó en la batalla de Pegai (922) contra los búlgaros. En 958, con la dignidad de patricio y el puesto de doméstico de los excubitores, derrotó a los magiares en batalla. | [ 45 ]               |
| Juan Curcuas            | 922-944                               | Romano I Lecapeno                             | Uno de los más cercanos colaboradores de Romano I. Ocupó el puesto de doméstico durante veintidós años. Dirigió numerosas campañas contra los árabes, conquistó Melitene y recuperó el Mandylion de Edesa. | [ 47 ] [ 48 ]        |
| León Argiro             | Desconocido                           | ¿Romano I Lecapeno?                           | Gobernador militar (strategos) del thema de Sebasteia y hermano de Poto Argiro. Ocupó el cargo de doméstico en fecha incierta. Contrajo matrimonio con una de las hijas del emperador Romano I, Ágata, y recibió los altos cargos de patricio y magíster. | [ 49 ]               |
| Panterio                | 944-945                               | Esteban Lecapeno y Constantino Lecapeno       | Nombrado en reemplazo de Juan Curcuas por los hijos de Romano I, Esteban y Constantino. Constantino VII lo depuso apenas asumió el poder. | [ 50 ]               |
| Bardas Focas el Viejo   | 945-954                               | Constantino VII                               | General bizantino hermano de León Focas. Contribuyó en el golpe de Constantino VII contra los Lecapenos, por lo que fue nombrado magíster y doméstico. No obtuvo muchos avances contra los árabes. Fue derrotado por Sayf al-Dawla, motivo por el cual sería reemplazado por su hijo Nicéforo en 954, quien al llegar al trono, otorgó a su padre el título de césar. | [ 51 ]               |
| Nicéforo Focas          | 954-963                               | Constantino VII                               | Sucedió a su padre como doméstico. Obtuvo diversas victorias contra los árabes, como el saqueo de Adata, la reconquista de Creta y contra los Hamdanidas. En 963, tras la muerte de Romano II, ascendió al trono. | [ 52 ] [ 53 ]        |
| León Focas el Joven     | 959-963                               | Romano II                                     | Hermano menor de Nicéforo II, ocupó altos cargos militares durante el reinado de Constantino VII, mientras que Romano II lo nombró como el primer doméstico del oeste. Entre 960 y 961, reemplazó a su hermano en el oriente durante la campaña de Creta y derrotó a Sayf al-Dawla. Cuando Nicéforo llegó al poder lo nombró curopalate. | [ 54 ] [ 55 ]        |
| Juan Tzimisces          | 963 - Desconocido                     | Nicéforo II                                   | Sobrino y cercano colaborador de Nicéforo Focas, fue ascendido a doméstico del este, pero posteriormente separado del cargo. Asesinó a su tío Nicéforo en diciembre de 969 y reinó como emperador hasta su muerte en 976. | [ 56 ] [ 57 ]        |
| Romano Curcuas          | 963 - Desconocido                     | Nicéforo II                                   | Hijo de Juan Curcuas y emparentado con Nicéforo Focas. Es posible que haya alcanzado el cargo de doméstico del oeste. | [ 48 ]               |
| Melias                  | c. 972-973                            | Juan I Tzimisces                              | Pariente del strategos homónimo de principios del siglo x. Ocupó el cargo de doméstico del este y dirigió una campaña en la Mesopotamia superior. En 930 invadió el territorio cercano a Samósata, pero fue derrotado por el general árabe Nedjm. Es mencionado por última vez cuando participó en la etapa inicial de la campaña que llevó a la captura final de Melitene. | [ 56 ] [ 58 ]        |
| Bardas Focas el Joven   | 978-987                               | Basilio II                                    | Bardas y su familia se rebelaron contra Juan Tzimisces, pero fueron derrotados por Bardas Esclero y desterrados a la isla de Quíos. Una vez en libertad, se le confió el cargo de doméstico del este en 978, para hacer frente a la rebelión de Skleros contra Basilio II. Focas logró extinguir la revuelta, obteniendo la victoria contra Skleros en Pankalia. En 987, él mismo se sublevó contra el emperador Basilio. Murió durante una batalla en Abido, dos años después.   | [ 59 ]               |
| Esteban Contostéfano    | c. 986                                | Basilio II                                    | Doméstico del oeste durante la campaña contra Bulgaria y responsable, en parte, de la derrota bizantina en la batalla de la Puerta de Trajano. | [ 60 ]               |
| Nicéforo Urano          | 996-999                               | Basilio II                                    | General nombrado «Maestro de todo el Occidente» para enfrentar los constantes ataques del zar Samuel de Bulgaria, a quien derrotó decisivamente en la batalla de Esperqueo. En 999 fue enviado al este como dux de Antioquía, donde reforzó la frontera siria y obtuvo diversas victorias contra el califato fatimí. | [ 60 ] [ 61 ]        |
| Nicolás                 | 1025-1028, 1042-¿1044?                | Constantino VIII Zoe                          | Proedros, parakoimomenos y doméstico de las escolas (aunque estaba impedido de ejercer este último cargo por ser eunuco). Retirado por Romano III, volvió a recibir el favor imperial y recibió el cargo de doméstico del este por parte de la emperatriz Zoe en 1042. Dirigió la defensa territorial contra la incursión de los Rus' de 1043 y encabezó una campaña en Armenia, luego de la cual fue relevado del cargo.                                                         | [ 62 ]               |
| Simeón                  | 1030 - Desconocido                    | Romano III                                    | Otro eunuco nombrado proedros y drungario de la guardia por el emperador Constantino VIII. Jugó un relevante papel en el ascenso de Romano III al trono, a través del matrimonio con Zoe. Posteriormente recibió el cargo de doméstico del este en 1030. | [ 63 ]               |
| Constantino             | 1037-1041 1041-1042                   | Miguel IV Miguel V                            | Hermano eunuco de Miguel IV. Designado dux de Antioquía (c. 1034-1035) y elevado a doméstico del este en 1037. Luego de la muerte del emperador Miguel, Constantino fue exiliado por la emperatriz Zoe, pero fue restaurado posteriormente por su sobrino Miguel V y promovido a nobilísimo. | [ 64 ] [ 65 ]        |
| Constantino Cabasilas   | 1042 - Desconocido                    | Zoe                                           | Uno de los líderes de la revuelta contra Miguel V. Llegó a ser nombrado dux del oeste por la emperatriz Zoe. | [ 66 ]               |
| Constantino Arianita    | c. 1048-1050                          | Constantino IX                                | Magister officiorum y dux de Adrianópolis. Ocupó el cargo de «maestro [de las tropas] del oeste» en las campañas contra los pechenegos. Fue asesinado cerca de Adrianópolis (más tarde llamada Edirne) en 1050. | [ 67 ]               |
| Teodoro                 | 1054-1057                             | Teodora Porfirogeneta                         | Eunuco y confidente de la emperatriz, quien lo elevó a los cargos de doméstico del este y proedros. Marchó hacia el Oriente para enfrentarse a los turcos selyúcidas. Intentó sofocar la rebelión de Isaac Comneno, pero fue derrotado en la batalla de Petroe. | [ 68 ]               |
| Juan Comneno            | 1057 - Desconocido                    | Isaac I Comneno                               | Hermano menor de Isaac I, que sería elevado a los cargos de curopalate y gran doméstico por su hermano. El nombre de este oficio es probablemente un uso anacrónico por parte de fuentes posteriores, cuando su verdadero título habría sido doméstico de las escolas del oeste. | [ 69 ]               |
| Filareto Brajamio       | c. 1068-1071 1078 - Desconocido       | Romano IV Diógenes Nicéforo III Botoniato     | Noble armenio nombrado doméstico del este por Romano IV. Probablemente fue destituido por Miguel VII, pero Nicéforo III lo reinstaló en el cargo. | [ 69 ]               |
| Andrónico Ducas         | c. 1072                               | Miguel VII Ducas                              | Proedros y protovestiarios hijo mayor del césar Juan Ducas. Nombrado doméstico del este con el propósito de que se enfrentase al depuesto emperador Romano IV. | [ 70 ]               |
| Isaac Comneno           | c. 1073                               | Miguel VII Ducas                              | Hijo del curopalate Juan Comneno y sobrino de Isaac I. Designado como doméstico y enviado a luchar contra los turcos; sin embargo, resultó derrotado y capturado. | [ 70 ]               |
| Alejo I Comneno         | 1078-1081                             | Nicéforo III Botoniato                        | Sobrino de Isaac I. Fue nombrado doméstico del oeste para combatir las revueltas de Nicéforo Brienio y Nicéforo Basilacio. En 1081, depuso a Nicéforo III y se convirtió en emperador. Gobernó hasta su muerte en 1118. | [ 71 ]               |
| Gregorio Pacoriano      | 1081-1086                             | Alejo I Comneno                               | Nombrado gran doméstico del oeste después que Alejo Comneno ascendió al trono. Guilland lo califica como la «primera persona en ser oficialmente nombrada Gran Doméstico». En 1081, comandó el flanco izquierdo contra los normandos en la batalla de Dirraquio. Murió en 1086 luchando con los pechenegos en la batalla de Beliatoba. | [ 72 ] [ 20 ] [ 73 ] |
| Adriano Comneno         | 1086-después de 1095                  | Alejo I Comneno                               | Hermano menor de Alejo I. Sucedió a Pacoriano como gran doméstico del oeste en 1086. | [ 74 ]               |
| Alejo Gidos             | c. 1185 c. 1194                       | Andrónico I Comneno Isaac II Ángelo           | Conocido por haber sido gran doméstico del este en 1185, así como doméstico del oeste en 1194, cuando lideró al ejército bizantino en la batalla de Arcadiópolis. | [ 75 ]               |
| Basilio Vatatzés        | Después de 1185-1194                  | Isaac II Ángelo                               | Casado con una sobrina de Isaac II. Nombrado doméstico del este y dux de los tracesianos, reprimió la revuelta de Teodoro Mangaphas en 1189. Por el año 1193, fue también doméstico del este en Adrianópolis (Edirne). Murió en la batalla de Arcadiópolis en 1194. | [ 76 ]               |
| Tzamplacon              | Desconocido                           | Juan III Ducas Vatatzés                       | Padre de Alejo Tzamplacon y primer miembro notable de su familia. Es conocido por haber mantenido el título durante el reinado de Juan III (1222-1254). | [ 77 ]               |
| Teódoto Caloteto        | c. 1254/1258                          | Juan III Ducas Vatatzés o Teodoro II Láscaris | Se sabe que ostentó el título debido a una carta de Teodoro II Láscaris (1254-1258). En 1259, fue nombrado gobernador del thema Tracesiano. | [ 77 ]               |
| Ferran d'Aunés          | c. 1304                               | Andrónico II Paleólogo                        | Mercenario catalán elevado a la dignidad de doméstico de las escolas. Pasó a formar parte de la nobleza bizantina gracias a su matrimonio con una joven de la familia Raúl. | [ 77 ]               |
| Manuel Ducas Láscaris   | c. 1320                               | Andronikos II Palaiologos                     | Último poseedor conocido del cargo. Es mencionado en 1320 como doméstico de las escolas del oeste y gobernador de Tesalónica. | [ 78 ]               |